# 黒井勇
黒井 勇（くろい いさむ）は、日本の男性声優。

## 概要
主に女性向けシチュエーションCDや18禁作品を中心に出演している。
メディアへの露出はほぼないが、自身が初めて出演したドラマCD作品と関係の深いダブリルムーンアワー 誘惑RADIO〜イイラジ〜最終回にはメッセージを寄稿している。

## 出演
太字はメインキャラクター。

### アニメ
- エタニティ 〜深夜の濡恋ちゃんねる♡〜（2020年、立花逸人[3]、佐伯彰人[3]） -  デラックス♡版

### ゲーム
2013年
- Magical Charming!（ランドルフ・ヘイワード）
- 真剣で私に恋しなさい! A-2

2014年
- OUTな寮生活（瀬名賀理音）
- 真剣で私に恋しなさい! A-3

2015年
- 神のラプソディ（エルバラード・ハイオン）

2016年
- 円環のメモーリア（2016年 - 2018年、速水理玖）
  - 円環のメモーリア-カケラ灯し-

- オメガヴァンパイア（渋川辰之介）
- X-Overd（シュヴァルツ）
- ボッチムスメ×プロデュース計画。（平泉巳紀）
- 魔性眼鏡（シードル）

2017年
- Bloody Chain（日長春彦）

2020年
- PLUSMATE（九条響）

2021年
- 青春は突然に（冬越光陽）

2022年
- NU: カーニバル（ガル）

2024年
- 百千の定にかわたれし剋（ルイリ）

### ドラマCD
2014年
- 誘惑（いいなり）3 -弁護士、末瀬の濫行-（末瀬信幸）

2015年
- 磔（はやにえ） 第3巻 −やさしい躾と悪魔の福音書−（真尾浩一）

2016年
- S.O.S -secret ocean story- Episode02（エリック）
- 課外授業 3時限目「ラインクロス」体育教師 岬拓斗（岬拓斗）
- 茶道男子の日常（仁藤義久）

2017年
- 愛執の檻（藤代佑斗）
- オメガヴァンパイア ドラマCDシリーズ vol.1 白狼編（渋川辰之介）
- おやすみ彼氏8 ～おネエな彼氏と過ごす夜～（由貴）
- カエレナイッ!1 お見合い編（本庄優）
- SWEET×SWEET エヴァン・グレイ（エヴァン・グレイ）
- とろとろとりーとめんと（鞠川幸人）
- らぶえっちなカレのおねだり&いじわるCD 第3弾（栗山海里）
  - らぶえっちなカレのおねだりCD 「ワガママ猫系カレの淫らな囁き」
  - らぶえっちなカレのいじわるCD「ワガママ猫系カレの激しい抱擁」

2018年
- アンドロイデイズ ver.テルセロ（テルセロ）
- Cream Pie ～大好きな彼と、素肌のままで最後まで 由丘孝太（由丘孝太）
- Dark Night Princess 第五弾 オズの魔法使い（リック）
- Dye le lys（ダイルリース） Episode4 殺意編（イヴ）
- 堕落の国のアリス ALICE with Caterpillar 芋虫とキメセク（芋虫）
- 24時間彼に甘やかされるCD Vol.1 イジワル彼氏編（鷹梨啓介）
- ムダエロ（オレのムダ毛がムダにエロい。）（猪毛尾鋼始郎）
- 私の小鳥 −Gold（ゴルド）−（ヴィルフリート）

2019年
- 今宵の月、キミと二人で 小暮純（小暮純）
- ピアノフォルテ～君に奏でる甘い旋律～第2楽章 各務 奏（各務奏）

2020年
- 許婚に閉じ込められて困ってます（植原貴久）
- 政略結婚したら夫の愛が重かったです

その2 政治家ジュニアの夫は●●●●好き（大泉亮吾）
- birdcage-lovers-（ルカ・チェルチ）
- 豹変彼氏～上司が首輪を外してくれません～（会田裕介）
- ベッドルーム（一見薫、川上有貴）
- home sweet home（レイモンド・ウッズ）
- LOVE&TASK_case.2 成宮基生の場合（成宮基生）

2021年
- Ex.[canine]許したがりは恋余る（久平春二）
- NoT Reach（櫻井公人）

### ボイスドラマ
- Sadistic Rulers（2020年、アスト[48]）

### その他
- 嘘!アイツが私の旦那様!?～目覚めたら10年後の未来（氷崎裕貴[49]）
- 年上彼女（おねカノ） オーディオドラマDVD（邦彦[要出典]）
- みのりの手 その手でいかせて。スーパーラブマッサージ（重藤稔[50]）